# Gonioryctus suavis
Gonioryctus suavis är en skalbaggsart som beskrevs av Sharp 1908. Gonioryctus suavis ingår i släktet Gonioryctus och familjen glansbaggar. Inga underarter finns listade i Catalogue of Life.